# Mália

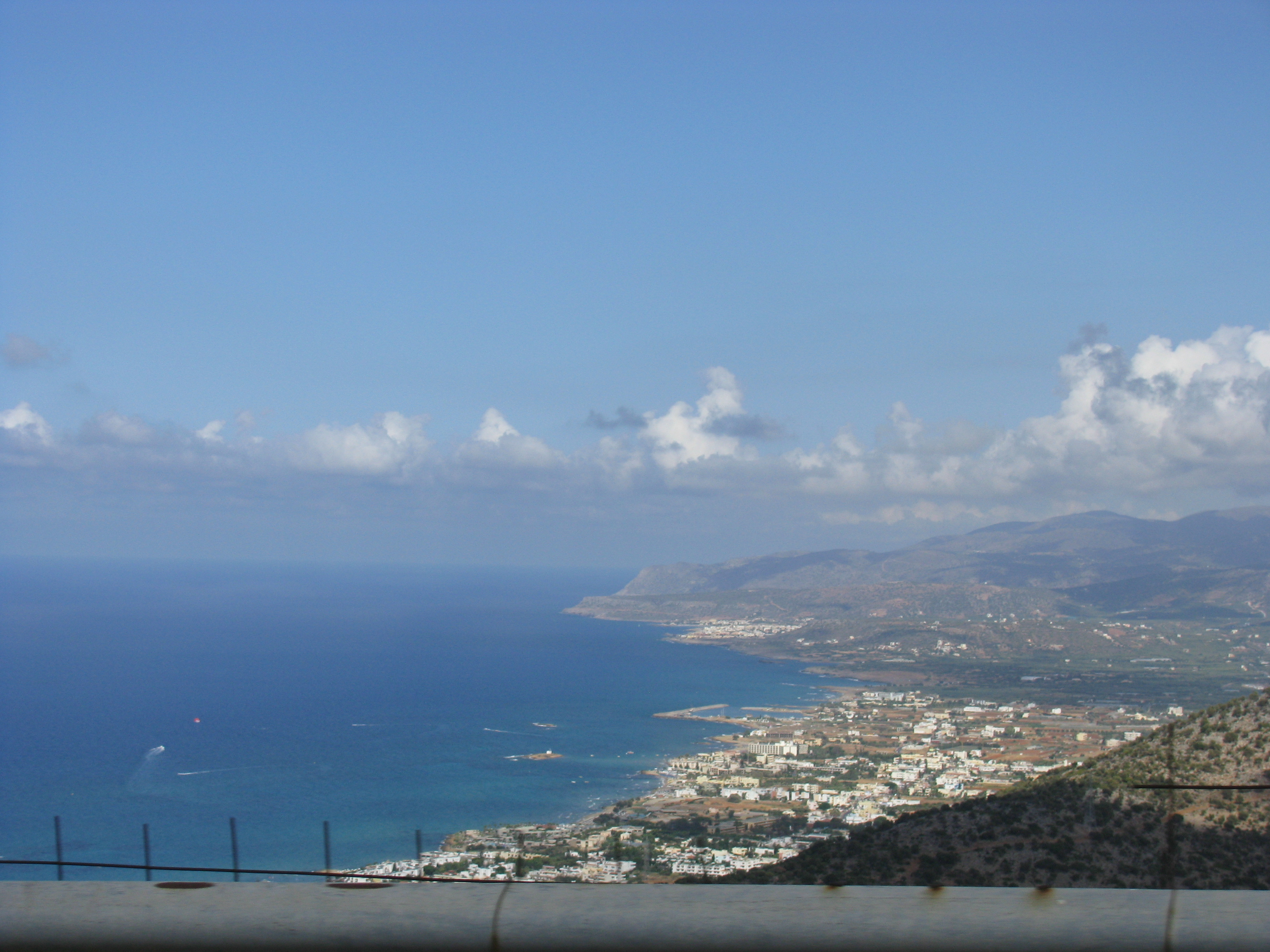

Mália (em grego: Μάλια) é uma cidade costeira e um antigo município da unidade regional de Heraclião, em Creta, Grécia. Desde a reforma administrativa de 2011 que faz parte da município de  Chersonissos, do qual é uma unidade municipal. Localizada cerca de 36 km a leste de Heraclião, capital da ilha de Creta, tornou-se em uma movimentada estância turística, principalmente devido às suas praias e animação noturna. Nas proximidades, junto à extremidade oriental da extensa praia, encontram-se o sítio palaciano minoico de Mália e a necrópole de Crissolacos, bem como a igreja veneziana de Panagia Galatiani do século XIV.

## História
A região de Mália é habitada desde o período neolítico, todavia, foi apenas durante o período minoico que Mália notabilizou-se. Junto com outros palácios como o de Cnossos e o de Festo, o palácio de Mália foi um dos principais centros regionais de Creta e teve papel decisivo no comércio minoico. Segundo a tradição mitológica grega, Sarpedão, irmão do deus mítico Minos, governou a região tendo o palácio como sua capital.
Durante o período bizantino Mália, tal como outras regiões costeiras de Creta, sofreram com inúmeras incursões de piratas sarracenos. Em 1390 é citada pela primeira vez em mapas venezianos como Manlia ou Manglia. Durante a dominação otomana da ilha, Mália e sua área circundante tornou-se propriedade direta do sultão, sendo ele o único proprietário da região e o recebedor direto de toda a taxação cobrada dos habitantes locais sob insumos agrícolas. Devido ao controle direto do sultão, a região durante todo o período turco não foi diretamente habitada por turcos, uma vez que os arrendatários otomanos da ilha não tinham autorização para dividir as propriedades de Mália entre si. Além disso a região era endêmica de elonosias (em grego: ελονοσίας; romaniz.: elonosías; malária).
Em 1850 os aldeões locais, após abolições de certas leis turcas, tornaram-se novamente proprietárias de suas terras. Com a guerra de independência grega e o fim da dominação turca no século XIX, Mália tornou-se economicamente autônoma, baseando sua economia na exportação de feijão e cevada, principais insumos exportados no século XX, igualmente quiabo, pepino, tomates, batatas, melancias e bananas do Egito.
Durante a Segunda Guerra Mundial, Mália, por estar nas proximidades da costa, sofreu com frequentes invasões hostis dos alemães em seu território. Além disso foram implantadas nos campos inúmeras minas terrestres que foram as principais causas de baixas do pós-guerra na região. A partir de 1950 a região cresceu economicamente e tornou-se ativa no setor turístico, tendo seu primeiro hotel, o Grammatikakis, sido fundado em 1960. A partir de 1980 inúmeros hotéis e pousadas alojaram-se em Mália e hoje a cidade fundamenta grande parte de sua economia do turismo.

### Mália moderna
Com o rápido crescimento econômico que Mália experimentou nas últimas décadas, principalmente no setor do turismo, a disposição espacial da cidade sofreu alterações consideráveis: a partir de sua estrada principal que inicia-se na praça central da cidade é possível locomover-se para o sul, porção antiga da cidade, e para o norte, a porção moderna e grande foco de turistas. A porção antiga da cidade caracteriza-se por típicas edificações residenciais, comércio rústico[a] e principalmente igrejas, algumas delas como a de Panagia Galatiani[b] (a mais antiga de Mália), originárias do período veneziano. A porção moderna compõe-se principalmente de estabelecimento para atender ao visitantes, em suma provenientes da Grã-Bretanha, como restaurantes, hotéis, apartamentos, bares e clubes noturnos. Durante o verão de 2008 Mália atraiu a atenção crescente da mídia britânica, centrando-se na vida noturna desta. Vários jornais e serviços televisivos como BBC News e GMTV enviaram repórteres para destacar a crescente preocupação com os problemas de violência, álcool e sexo que afetam os jovens britânicos que viajam para a cidade.